# Гуадалупе-и-Кальво (муниципалитет)
Гуадалупе-и-Кальво (исп. Guadalupe y Calvo) — муниципалитет в Мексике, штат Чиуауа с административным центром в одноимённом городе. Численность населения, по данным переписи 2010 года, составила 53 499 человек.

## Общие сведения
Название Guadalupe y Calvo дано в честь Девы Марии Гваделупской и губернатора штата Хосе Хоакина Кальво.
Площадь муниципалитета равна 9632 км², что составляет 3,89 % от общей площади штата, а наивысшая точка — 2850 метров, расположена в поселении Пуэрто-Бланко.
Он граничит с другими муниципалитетами штата Чиуауа: на севере с Гуачочи, на северо-востоке с Бальесой, на северо-западе с Морелосом, а также с другими штатами Мексики — на юге и востоке с Дуранго и на юго-западе с Синалоа.

## Учреждение и состав
Муниципалитет был образован в 1826 году, в его состав входит 1001 населённый пункт, самые крупные из которых:
| Код INEGI                  | Населённый пункт                                                                                      | Численность населения (2005 год) | Численность населения (2010 год) |
| -------------------------- | --- | -------------------------------- | -------------------------------- |
| 029                        | Всего                                                                                                 | 51854                            | 53499                            |
| 0001                       | Гуадалупе-и-Кальво (исп. Guadalupe y Calvo) 26°05′42″ с. ш. 106°57′52″ з. д. (административный центр) | 4413                             | 5816                             |
| 0015                       | Баборигаме (исп. Baborigame) 26°25′53″ с. ш. 107°16′03″ з. д.                                         | 2702                             | 3294                             |
| 0014                       | Атаскадерос (исп. Atascaderos) 25°45′07″ с. ш. 106°48′46″ з. д.                                       | 1384                             | 1559                             |
| 0258                       | Эрбитас (исп. Las Yerbitas) 26°04′49″ с. ш. 106°46′47″ з. д.                                          | 1187                             | 1200                             |
| 0253                       | Туруачи (исп. Turuachi) 26°07′53″ с. ш. 106°42′15″ з. д.                                              | 996                              | 1131                             |
| 0127                       | Меса-де-Сан-Рафаэль (исп. Mesa de San Rafael) 25°46′56″ с. ш. 106°39′21″ з. д.                        | 761                              | 827                              |
| 0211                       | Сан-Педро-де-Чинату (исп. San Pedro de Chinatú) 26°11′08″ с. ш. 106°37′16″ з. д.                      | 530                              | 540                              |
| 0081                       | Долорес (исп. Dolores) 25°58′55″ с. ш. 107°10′18″ з. д.                                               | 474                              | 517                              |
| —                          | Прочие                                                                                                | 39407                            | 38615                            |
| Названия на карте Генштаба | |                                  |                                  |

## Экономика
По статистическим данным 2000 года, работоспособное население занято по секторам экономики в следующих пропорциях:
- сельское хозяйство и рыболовство — 51,4 %;
- торговля, сферы услуг и туризма — 26,3 %;
- производство и строительство — 17,7 %;
- безработные — 4,6 %.

## Инфраструктура
По статистическим данным 2010 года, инфраструктура развита следующим образом:
- электрификация: 50,7 %;
- водоснабжение: 37,8 %;
- водоотведение: 41,4 %.

## Достопримечательности
В муниципальном центре находится две церкви построенные в 1750 году. Монетный двор, школа Гильермо Прието, церковь Святого Младенца, основанные в XIX веке.

## Фотографии
- Гора Мохинора
- Водохранилище Эль-Кальдильо
- Добываемые ископаемые